# Гросайбштадт
Гросайбштадт (нім. Großeibstadt) — громада в Німеччині, розташована в землі Баварія. Підпорядковується адміністративному округу Нижня Франконія. Входить до складу району Рен-Грабфельд. Складова частина об'єднання громад Зааль-ан-дер-Заале.
Площа — 16,64 км2. Населення становить 1070 ос. (станом на 31 грудня 2020).